# 斯特奇-韦伯综合征
斯特奇-韦伯综合征（Sturge–Weber syndrome），又名脑三叉神经血管瘤病，是一种罕见的先天性神经及皮肤病变，也是斑痣性错构瘤病的一种，通常把该疾病与皮肤葡萄酒色斑、青光眼、癫痫、智能障碍和同侧的软脑膜血管瘤相联系。疾病以大脑动脉增殖为特征，导致大脑同侧多发性血管瘤，从而产生相关的体征。由此产生的脑动静脉血管畸形很常见。斯特奇-韦伯综合征通常只有一侧大脑受累。
斯特奇-韦伯综合征是由于中胚层及外胚层发育异常所致。斯特奇-韦伯综合征不像大部分神经皮肤疾病一样是由遗传因素引起的，而是偶发出现的。

## 症状
斯特奇-韦伯综合征患者在出生时就可表现出癫痫伴有一侧面部的额头及上眼睑大块葡萄酒色胎记。胎记的颜色从淡粉色到深紫色不等，由围绕三叉神经眼神经分支的皮下丰富毛细血管组成。胎记所在的半侧大脑，由含畸形血管的软脑膜覆盖，这会引起大脑皮层的组织钙化及神经细胞损失。神经症状包括婴幼儿起发作的癫痫，且可能随着年龄增加而恶化。惊厥通常发生在胎记的对侧半肢体，且严重程度不一。胎记同侧半肢体可表现为肌无力。一些孩子会有发育迟缓及智力迟钝； 大约50%的患者会有青光眼（与眼内压升高有关），可在出生后时或之后表现出。眼内压升高会使眼球增大、外凸（牛眼）。斯特奇-韦伯综合征很少累及其他脏器。

## 影像学表现
CT及MRI是确定颅内异常最常用的影像学表现。大多数病例中，血管瘤出现在与胎记同侧的大脑半球表面，血管瘤逐渐导致下方的脑组织钙化及萎缩。

## 治疗
斯特奇-韦伯综合征是通过对症治疗的。激光治疗可用来淡化及去除胎记。抗惊厥药物可用来控制癫痫。临床建议对青光眼从早期进行监测，严重青光眼可通过手术治疗。当一侧大脑受累且抗痉挛药不奏效时，标准治疗是通过神经外科手术移除及断开受累的脑组织（大脑半球切除术）。物理治疗可用于婴幼儿及儿童的肌无力。教育治疗常用于那些发育迟缓及智力迟钝的患者，但对于发育迟缓没有完整的治疗方案。脑部手术切除了引起功能障碍的部分脑组织，这可以成功地控制癫痫，术后癫痫比术前程度轻得多。手术也可以选择截断受疾病影响的大脑半球。

## 预后
虽然有胎记以及大脑皮层的萎缩的婴幼儿可无临床症状，但大多数在出生后1年内会有癫痫发作。当癫痫在2岁前发作且难以治疗时，患者很有可能出现智力损伤。

## 命名
斯特奇-韦伯综合征是以英国医生威廉·阿伦·斯特奇（William Allen Sturge）和弗雷德里克·帕克斯·韦伯（Frederick Parkes Weber）来命名的。

## 基金会
斯特奇-韦伯基金会（SWF），旨在提高全球斯特奇-韦伯综合征患者、葡萄酒色胎记患者的生活质量。基金会通过教育、倡导及研究，来推进疾病的有效治疗及认知。SWF由Kirk与Karen Ball建立，在他们的女儿出生时被诊断为斯特奇-韦伯综合征后，他们一直在寻求解决答案。SWF于1987年在美国成立公司，是一家国际性501(c)(3)非盈利组织。在1992年，基金会的受益对象有了扩展，包括有毛细血管胎记、Klippel-Trenaunay-Weber综合征和葡萄酒色胎记的个体。
大脑半球切除术基金会在2008年成立，旨在协助那些有斯特奇-韦伯综合征儿童的家庭以及需要半脑切除术的人。

## 图片
- Greenwood M, Meechan JG. . Br Dent J. July 2003, 195 (1): 19–25. PMID 12856021. doi:10.1038/sj.bdj.4810275. 
Fig. 2 A patient with Sturge Weber Syndrome
- Legs （页面存档备份，存于） at about.com